# Яковлєв Єгор Костянтинович
Єгор Костянтинович Яковлєв (рос. Егор Константинович Яковлев; нар. 17 вересня 1991, Магнітогорськ) — російський хокеїст, захисник клубу КХЛ «Металург» (Магнітогорськ). Гравець збірної команди Росії.
Олімпійський чемпіон.

## Ігрова кар'єра
Єгор вихованець казанського хокею. В 2008 році розпочав виступи за другу команду «Ак Барсу».
У сезоні 2010–11 Яковлєв дебютував у Континентальній хокейній лізі граючи за казанський «Ак Барс». 20 жовтня 2011 року Яковлєв підписав трирічний контракт з ярославським «Локомотивом». Єгор став першим гравцем, якого підписав клуб після авіакатастрофи команди в 2011 році, внаслідок якої загинули гравці, персонал клубу та екіпаж літака. 7 червня 2015 року захисник підписав трирічний контракт із клубом СКА (Санкт-Петербург).
21 травня 2018 року Яковлєв підписав однорічний контракт з командою Національної хокейної ліги «Нью-Джерсі Девілс». Сезон 2018–19 росіянин розпочав у складі фарм-клубу «Бінгхемптон Девілс» (АХЛ). 11 листопада дебютував у НХЛ в матчі проти «Вінніпег Джетс». 3 грудня закинув першу шайбу в програному матчі 1–5 проти «Тампа-Бей Лайтнінг».
На правах вільного агента покинув американський клуб та повернувся до Росії. 15 травня 2019 року підписав дворічний контракт з клубом КХЛ «Металург» (Магнітогорськ) кольори якого наразі і захищає.
У складі збірної ОКР став срібним призером зимових Олімпійських ігор 2022 року.

## Нагороди та досягнення
- Чемпіон світу — 2014 року.
- Олімпійський чемпіон — 2018 року.
- Володар Кубка Гагаріна в складі СКА (Санкт-Петербург) — 2017 року.[10]

## Статистика

### Клубні виступи
| Сезон        | Клуб                       | Ліга         | Регулярний сезон | Регулярний сезон | Регулярний сезон | Регулярний сезон | Регулярний сезон | Плей-оф | Плей-оф | Плей-оф | Плей-оф | Плей-оф |
| Сезон        | Клуб                       | Ліга         | І                | Г                | П                | О                | ШХ               | І       | Г       | П       | О       | ШХ      |
| ------------ | -------------------------- | ------------ | ---------------- | ---------------- | ---------------- | ---------------- | ---------------- | ------- | ------- | ------- | ------- | ------- |
| 2008–09      | «Ак Барс»–2 (Казань)       | Росія 3      | 62               | 3                | 11               | 14               | 66               | 3       | 0       | 0       | 0       | 2       |
| 2009–10      | «Барс» (Казань)            | МХЛ          | 54               | 4                | 19               | 23               | 72               | 9       | 4       | 0       | 4       | 10      |
| 2010–11      | «Барс» (Казань)            | МХЛ          | 37               | 7                | 25               | 32               | 32               | —       | —       | —       | —       | —       |
| 2010–11      | «Ак Барс»                  | КХЛ          | 1                | 0                | 0                | 0                | 0                | —       | —       | —       | —       | —       |
| 2010–11      | «Нафтовик» (Альметьєвськ)  | ВХЛ          | 8                | 2                | 2                | 4                | 6                | 17      | 1       | 2       | 3       | 16      |
| 2011–12      | «Барс» (Казань)            | МХЛ          | 4                | 1                | 0                | 1                | 0                | —       | —       | —       | —       | —       |
| 2011–12      | «Нафтовик» (Альметьєвськ)  | ВХЛ          | 15               | 2                | 3                | 5                | 8                | —       | —       | —       | —       | —       |
| 2011–12      | «Локомотив» (Ярославль)    | ВХЛ          | 21               | 1                | 5                | 6                | 20               | 8       | 4       | 0       | 4       | 6       |
| 2011–12      | «Локо» (Ярославль)         | МХЛ          | 2                | 0                | 1                | 1                | 0                | —       | —       | —       | —       | —       |
| 2012–13      | «Локомотив» (Ярославль)    | КХЛ          | 49               | 2                | 5                | 7                | 34               | 6       | 0       | 0       | 0       | 0       |
| 2012–13      | «Локомотив»–2 (Ярославль)  | ВХЛ          | 2                | 0                | 1                | 1                | 0                | —       | —       | —       | —       | —       |
| 2012–13      | «Локо» (Ярославль)         | МХЛ          | 2                | 0                | 1                | 1                | 0                | —       | —       | —       | —       | —       |
| 2013–14      | «Локомотив» (Ярославль)    | КХЛ          | 48               | 3                | 3                | 6                | 34               | 18      | 2       | 2       | 4       | 4       |
| 2014–15      | «Локомотив» (Ярославль)    | КХЛ          | 53               | 7                | 8                | 15               | 20               | 6       | 0       | 1       | 1       | 0       |
| 2015–16      | СКА (Санкт-Петербург)      | КХЛ          | 59               | 3                | 7                | 10               | 57               | 15      | 0       | 1       | 1       | 20      |
| 2016–17      | СКА (Санкт-Петербург)      | КХЛ          | 56               | 6                | 15               | 21               | 51               | 15      | 0       | 3       | 3       | 6       |
| 2017–18      | СКА (Санкт-Петербург)      | КХЛ          | 35               | 5                | 4                | 9                | 14               | 7       | 0       | 1       | 1       | 4       |
| 2018–19      | «Бінгхемптон Девілс»       | АХЛ          | 19               | 0                | 16               | 16               | 6                | —       | —       | —       | —       | —       |
| 2018–19      | «Нью-Джерсі Девілс»        | НХЛ          | 25               | 2                | 5                | 7                | 6                | —       | —       | —       | —       | —       |
| 2019–20      | «Металург» (Магнітогорськ) | КХЛ          | 60               | 8                | 8                | 16               | 40               | 5       | 0       | 0       | 0       | 0       |
| 2020–21      | «Металург» (Магнітогорськ) | КХЛ          | 58               | 8                | 19               | 27               | 26               | 5       | 2       | 1       | 3       | 2       |
| 2021–22      | «Металург» (Магнітогорськ) | КХЛ          | 48               | 2                | 14               | 16               | 18               | 24      | 2       | 13      | 15      | 8       |
| 2022–23      | «Металург» (Магнітогорськ) | КХЛ          | 68               | 8                | 23               | 31               | 30               | 11      | 2       | 3       | 5       | 2       |
| 2023–24      | «Металург» (Магнітогорськ) | КХЛ          | 64               | 6                | 21               | 27               | 19               | 19      | 2       | 2       | 4       | 8       |
| Усього в КХЛ | Усього в КХЛ               | Усього в КХЛ | 599              | 58               | 127              | 185              | 343              | 131     | 10      | 27      | 37      | 54      |
| Усього в НХЛ | Усього в НХЛ               | Усього в НХЛ | 25               | 2                | 5                | 7                | 6                | —       | —       | —       | —       | —       |

### Збірна
| Рік                | Команда            | Турнір             | Місце              | І  | Г | П | О | ШХ |
| ------------------ | ------------------ | ------------------ | ------------------ | -- | - | - | - | -- |
| 2014               | Росія              | ЧС                 | 1                  | 10 | 1 | 2 | 3 | 6  |
| 2015               | Росія              | ЧС                 | 2                  | 10 | 0 | 0 | 0 | 6  |
| 2018               | СОР                | ОІ                 | 1                  | 5  | 0 | 1 | 1 | 0  |
| 2018               | Росія              | ЧС                 | 6-е                | 8  | 0 | 1 | 1 | 0  |
| 2022               | ОКР                | ОІ                 | 2                  | 6  | 0 | 2 | 2 | 0  |
| Національна збірна | Національна збірна | Національна збірна | Національна збірна | 39 | 1 | 6 | 7 | 12 |